# Голий космос (фільм)
«Голий космос» (англ. The Creature Wasn't Nice) — кінофільм. Космічна музична пародія на фільми 70-х, такий капусник з відомих картин, таких як «Космічна одісея 2001 року», «Чужий», серіал «Зоряний шлях» і т. д.

## Сюжет
Космічний корабель «Запаморочення» (Vertigo), екіпаж якого складається з п'яти осіб, приземляється на незвіданій дотепер планеті. Згодом експедиція виявляє чужорідний вірус, який доктор Старк (Патрік Макні) забирає із собою на корабель.
Поступово виростає в людський зріст монстр і починає поїдати членів екіпажу. У моменти напруженого комедійного саспенса одноокий монстр виконує пару — трійку пісень, тому все це виглядає на екрані не так вже й страшно. В кінці фільму монстра ліквідують і члени екіпажу які залишилися в живих продовжують свій шлях.
Остання сцена підносить глядачам сюрприз, з якого випливає, що можливо, автори фільму не виключили продовження.

## В ролях
- Леслі Нільсен — Капітан Джемісон
- Джерріт Грем — Родзінскі
- Патрік Макні — Доктор Старк
- Сінді Вільямс — Енні Макх'ю
- Брюс Кіммелл — Джон
- Бродерік Кроуфорд — голос комп'ютера

## Цікаві факти
Фільм був знятий в 1981 році, вийшов в США через 2 роки.